# Dan Zoler
Dan Zoler (ur. 10 stycznia 1974) – izraelski szachista, arcymistrz od 2011 roku.

## Kariera szachowa
Znaczące sukcesy szachowe zaczął odnosić na początku lat 90. XX wieku. W 1990 r. zdobył tytuł mistrza Izraela juniorów do 20 lat, natomiast w 1992 r. w Duisburgu – brązowy medal mistrzostw świata juniorów do 18 lat. W kolejnych latach wielokrotnie startował w turniejach międzynarodowych, sukcesy odnoszą m.in. w:
- Velden (1995, dz. I m. wspólnie z m.in. Wjaczesławem Ejnhornem, Walerijem Łoginowem, Csabą Horváthem, Ivánem Faragó i Józsefem Horváthem),
- Schwarzach (1998, dz. I m. wspólnie z Walerijem Beimem),
- Rotterdamie (1998, akademickie mistrzostwa świata – brązowy medal)[2],
- Biel (2002, turniej otwarty, dz. I m. wspólnie z Milošem Pavloviciem, Borysem Awruchem, Christianem Bauerem i Julenem Luísem Arizmendi Martínezem),
- Grazu (2002, dz. II m. za Vlastimilem Babulą, wspólnie z m.in. Wiktorem Kuprejczykiem i Weresławem Eingornem),
- Tel Awiwie (2002, dz. II m. za Awigdorem Bychowskim(inne języki), wspólnie z Zvulonem Gofshteinem i Siergiejem Erenburgiem),
- Tel Awiwie (2005, I m.),
- Herzliji (2008, II m. za Kostiantynem Łernerem),
- Erts (2010, turniej Internacional d'Escacs d'Andorra, I m.),
- Arinsalu (2011, dz. II m. za Kiriłem Georgiewem, wspólnie z m.in. Marcem Narciso Dublanem i Eduardo Iturrizagą),
- Benasque (2012, I m.)[3].

Najwyższy ranking w dotychczasowej karierze osiągnął 1 sierpnia 2012 r., z wynikiem 2558 punktów zajmował wówczas 12. miejsce wśród izraelskich szachistów.